# Acta Polono-Ruthenica
Acta Polono-Ruthenica — науковий щорічник Інституту східної славістики Вармінсько-Мазурського університету в Ольштині. Журнал публікує статті в галузі східнослов'янської філології. До редакційної комісії входять: Базилий Бялокозович, Joanna Korzeniewska-Berczyńska, Leontij Mironiuk, Iwona Anna Ndiaye (секретар), Walenty Piłat (голова), Swietlana Waulina.